# Jean-Gabriel Prêtre

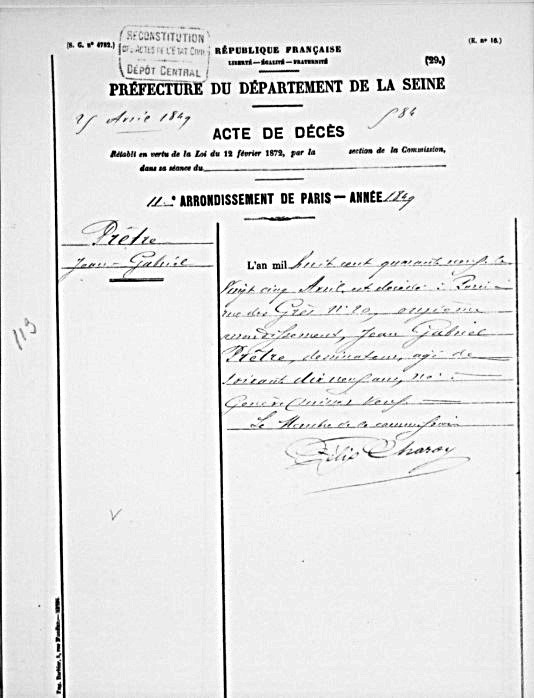
Eintrag des Todes von Jean-Gabriel Prêtre (Archives de Paris)

Jean-Gabriel Prêtre (* 20. Dezember 1769 in Genf; † 25. April 1849 in Paris) war ein naturwissenschaftlicher Maler.

## Leben und Wirken
Sein Vater Jean-Louis Prêtre heiratete am 28. Dezember 1767 in der Kirche Saint Germain Judith Renauld. Aus ihrer Ehe gingen die Kinder Pernette Marguerite, Jean-Gabriel und Marie hervor. Als er im Alter von zwei Jahren in der Madeleine-Kirche in Genf getauft wurde, trug man ihn zunächst fälschlicherweise unter dem Namen Jean Gabriel Praite im Kirchenbuch ein. Dieser Fehler wurde am 17. Mai 1794 per Anordnung korrigiert.
Prêtre war neben Pancrace Bessa (1772–1846) einer der vielen Schüler des bekannten Pflanzenmalers Gerard van Spaendonck (1746–1832). Van Spaendonck war wahrscheinlich der Grund, warum Prêtre nach Paris zog. Zunächst arbeitete er als Maler an der Menagerie von Kaiserin Joséphine de Beauharnais (1763–1814) am Schloss Malmaison. Später wurde er Naturmaler und -zeichner am Muséum national d’histoire naturelle (MNHN). In Paris lebte er zeitweise in Rue des Francs Bourgeois Saint-Michel, 4.
Eine große Anzahl seiner Werke kaufte die Herzogin von Berry. Für Marie Jules César le Lorgne de Savigny (1777–1851) schuf er viele zoologische Bilder für sein Werk Description de l’Égypte. Neben Prêtre trugen Jean-Baptiste Marie Huet (1745–1811) und Charles Meynier (1768–1832) zu den naturwissenschaftlichen Tafeln bei. Außerdem lehrte Prêtre viele Schüler zeichnen und malen.
Nach dem Tod des Naturforschers und Malers Jean Baptiste Audebert (1759–1800) vervollständigte und publizierte Louis Pierre Vieillot (1748–1830) dessen Werke Oiseaux Dorés ou à Reflets Métalliques. Histoire Naturelle et Générale des Colibris, Oiseaux-Mouches, Jacamars et Promerops und Oiseaux Dorés ou à Reflets Métalliques. Histoire Naturelle et Générale des Grimpéraux et des Oiseaux de Paradis. Für seine nächsten Werke brauchte Vieillot einen neuen Maler. Seine Wahl fiel auf Prêtre, der für ihn Histoire naturelle des oiseaux de l’Amérique septentrionale: contenant un grand nombre d’espèces décrites ou figurées pour la première fois und Histoire naturelle des plus beaux oiseaux chanteurs de la zone torride, avec la manière de les élever dans tous les climats de l’Europe, et d’obtenir la propagation de ces jolies familles illustrieren durfte.
Als Charles Athanase Walckenaer (1771–1852) mit seinen Co-Autoren Georges Cuvier (1769–1832) und Charles-Nicolas-Sigisbert Sonnini de Manoncourt (1751–1812) Voyages dans l'Amérique Méridionale ein Werk über eine Reise von Félix de Azara (1746–1821) publizierte, erschien zur Reise ein Atlas, für den Prêtre ebenfalls Tafeln lieferte.
Unter der Anleitung von Pierre Jean François Turpin (1775–1840) illustrierte er im Dictionnaire des sciences naturelles für André Marie Constant Duméril (1774–1860) und Anselme Gaëtan Desmarest (1784–1838) die Insekten und Krebstiere, für  Henri Marie Ducrotay de Blainville (1777–1850) die Muscheln, Weichtiere, Zoophyten und Würmer, für Charles Dumont de Sainte Croix (1758–1830) die Vögel, für Frédéric Cuvier (1773–1838) die Säugetiere, für Hippolyte Cloquet (1787–1840) die Reptilien und Fische und für Alexandre Brongniart (1770–1847) die Mineralien. Die 119 Vogeltafeln des Dictionnaire fanden später auch in René Primevère Lessons (1794–1849) Atlas zu Traité d’ornithologie Verwendung. Im mehrbändigen Werk Histoire naturelle des principales productions de l’Europe méridionale et particulièrement de celles des environs de Nice et des Alpes-Maritimes von Joseph Antoine Risso (1777–1845) trugen Prêtre und Turpin die Tafeln bei, wobei Turpin ausschließlich an den Pflanzentafeln des zweiten Bandes mitwirkte.
Für Lessons mehrbändiges Kolibriwerk lieferten neben Prêtre die Künstler Pancrace Bessa (1772–1835), Antoine Germain Bevalet (1783/84–1864), dessen Sohn Louis Victor Bevalet (1808–1887), Elisa Zoé Dumont de Sainte Croix (1806–1849), die Tochter von Charles Dumont de Sainte Croix, Antoine Charles Vauthier (1790–1879) (nach Vorlage von William Swainson) und Lessons zweite Frau Marie Clémence Lesson (1800–1834) weitere Tafeln.
Für François Fulgis Chevallier (1796–1840) illustrierte er zusammen mit Paul Chrétien Romain Constant Duménil (1799–1878) im Jahr 1824 ein Buch über Krustenflechten mit dem Namen Histoire des graphidées.
In den Jahren 1805 und 1806 reiste Coenraad Jacob Temminck (1778–1858) nach Paris, um dort Prêtre mit den Tafeln zum von ihm geplanten Buch Histoire naturelle des Gallinaces zu beauftragen. Für dieses Werk über Hühnervögel malte er 160 Tafeln, die aber nie publiziert wurden. Die Tafeln gingen nach Temmincks Tod in den Besitz des Harlemer Ornithologen Jan Pieter van Wickevoort Crommelin (1830–1891) über. Schließlich wurden sie nach Tod dessen Tochter Cornelia Adolphina van Wickevoort Crommelin (1856–1936) im Jahre 1939 an das Nationaal Natuurhistorisch Museum in Leiden vermacht.
Als Temminck im Jahr 1808 L’Histoire naturelle génerale des Pigeons par C. J. Temminck begann, steuerte Antoinette Paulette Jacqueline Knip (1781–1851)  geb. Rifer de Courcelles die 87 Tafeln bei. Für vierzig von ihnen lieferte Prêtre die Vorlagen. Diese  entstanden in Holland unter den Augen Temmincks. Die Entwürfe bildeten die Vorlage für Frau Knips Tafeln, die anderen entstanden mit Hilfe von Bälgen, die im NMHN in Paris vorrätig waren. Das persönliche Exemplar Temmincks, welches sich heute im Besitz des Naturalis befindet, besteht aus 74 Aquarellen. 34 davon stammen von Prêtre, aber nur sechs sind mit seinem Namen signiert. Untersuchungen ergaben, dass viele der Aquarelle von Prêtre geliefert und von Knip nur leicht modifiziert wurden. Nicht alle der 74 Aquarelle wurden in L’Histoire naturelle génerale des Pigeons publiziert, doch erschienen die meisten später im Werk Nouveau recueil de planches coloriées d’oiseaux von Temminck und Guillaume Michel Jérôme Meiffren de Laugier, Baron von Chartrouse (1772–1843).
Zwischen 1822 und 1838 erschien von Temminck und Guillaume Michel Jérôme Meiffren de Laugier, Baron von Chartrouse (1772–1843) das fünfbändige Werk Nouveau recueil de planches coloriées mit 600 Vogeltafeln, die Prêtre und Nicolas Geneviève Huet (1767–1830) gemeinsam illustrierten.
Für Isidore Geoffroy Saint-Hilaires (1805–1861) Essais de zoologie générale schuf er sieben Vogeltafeln. Eine weitere mit einem Asiatischen Esel (Equus hemionus) stammte von Jacques Christophe Werner (1798–1856).
Nachdem Charles-Nicolas-Sigisbert Sonnini de Manoncourt (1751–1812) zahlreichen Bände unter dem Namen Histoire naturelle, générale et particulière… redige par Sonnini beendet hatte, die von Künstlern wie Jacques Eustache de Sève (1790–1830) und Jacques Barraband (1767–1809) illustriert wurden, waren es in den späteren Fortsetzungswerken, die unter den Titeln Oeuvres complètes de Buffon erschienen, Künstler wie Prêtre, Paul Louis Oudart (1796–1850), Antoine Charles Vauthier, Jean Victor Vincent Adam (1801–1866) und Édouard Traviès (1801–1876), welche die Tafeln zu den Werken lieferten.
Der preußische Staatsrat Gottlob Johann Christian Kunth (1757–1829) vermittelte Prêtre 1820 nach Berlin, um dort eine leistungsfähige Kupferdruckerei aufzubauen. Prêtre hatte das Handwerk des Kupferstechers von Pierre Gabriel Langlois (1754–um 1810) in Paris erlernt. So findet man seine Signatur als Drucker z. B. in den Werken Die Entwickelung, Metamorphose und Fortpflanzung der Flechten, in Anwendung auf ihre systematische Anordnung, und zur Nachweisung des allgemeinen Ganges der Formbildung in den untern Ordnungen cryptogamischer Gewächs und Flora des Königreichs Hannover - Beschreibender Theil enthaltend die in Kupfer gestochenen Abbildungen zu den vollständigen Naturbeschreibungen der im Königreiche wildwachsenden und im freien Felde angebaueten Gewächse von Georg F. W. Meyer (1782–1856).
Zwischen 1839 und 1856 erschien von Ramón de la Sagra (1798–1871) dreiundzwanzig Bände von Histoire physique, politique et naturelle de l’île de Cuba von denen zehn Atlanten waren. Die zoologischen und botanischen Abhandlungen wurden von unterschiedlichen Autoren und Künstlern bearbeitet. Für den Reptilienatlas von Jean Théodore Cocteau (1798–1838) und Gabriel Bibron (1805–1848) steuerte Prêtre alle 30 Tafeln bei. Im Atlas über Säugetiere und Vögel, finden sich 17 Vogeltafeln von ihm. Hier hatten de la Sagra für die Säugetiere und Alcide Dessalines d’Orbigny (1802–1857) für die Vögel den Text geliefert. Für d’Orbigny fertigte er weitere sieben Tafeln für den Molluskenatlas an.
Für Pierre-Louis Duclos (1783–1853) malte er die Tafeln für Histoire naturelle générale et particulière de tous les genres de coquilles univalves marines à l’état vivant fossile, die von Henry Legrand gestochen wurden.
Im Jahr 1841 brachte Jules Paul Benjamin Delessert (1773–1847) ein Werk über Muscheln heraus, das von Jean-Charles Chenu (1808–1879) zusammengetragen wurde. Es enthielt viele Tafeln aus der Sammlung von Delessert und Jean-Baptiste de Lamarck (1744–1829). Die meisten Tafel stammen aus der Hand Prêtres, einige wenige von René Ménard (1827–1887). Auch dem zweibändigen Werk Illustrations conchyliologiques ou description et figures de toutes les coquilles connues vivantes et fossiles, classées suivant le système de Lamarck modifié d’après les progrès de la science et comprenant les genres nouveaux et les espèces rècemment découvertes von Chenu wurden von Prêtre Tafeln beigetragen.

## Mitgliedschaft
Als im Jahr 1822 der erste Band von Mémoires de la Société linnéenne de Paris herauskommt, wird er als Zuhörendes Mitglied (Membre Adieur) der Société linnéenne de Paris geführt.

## Dedikationsnamen

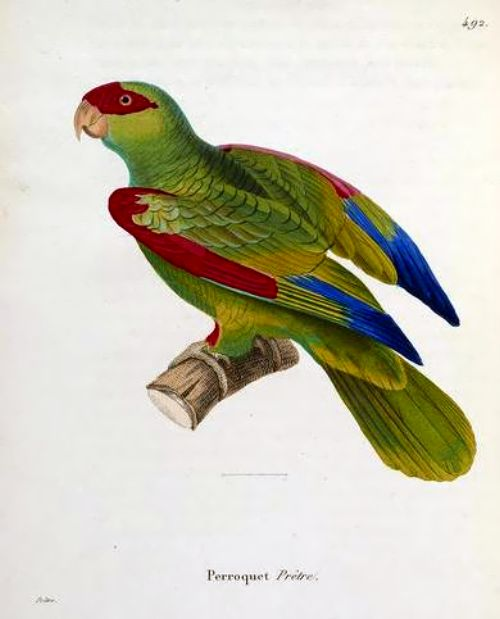
Prachtamazone (Amazona pretrei) Lithografie von Jean-Gabriel Prêtre
Kuba-Streifenkopftangare (Spindalis zena pretrei) gemalt von Prêtre
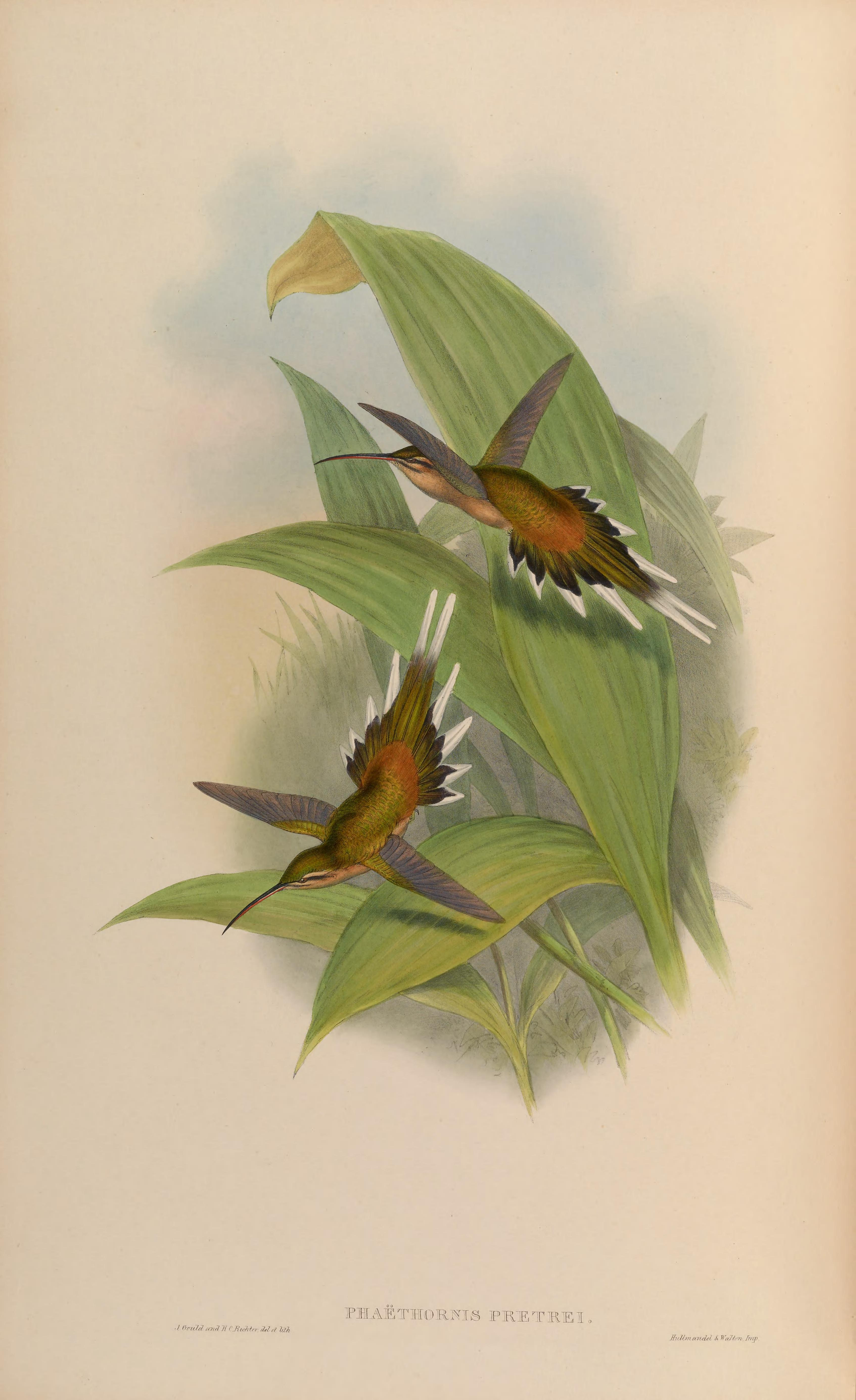
Zimtrot-Schattenkolibris (Phaethornis pretrei) gemalt von John Gould und Henry Constantine Richter
Amphisbaena pretrei gemalt von Marie-Fermin Bocourt (1819–1904)
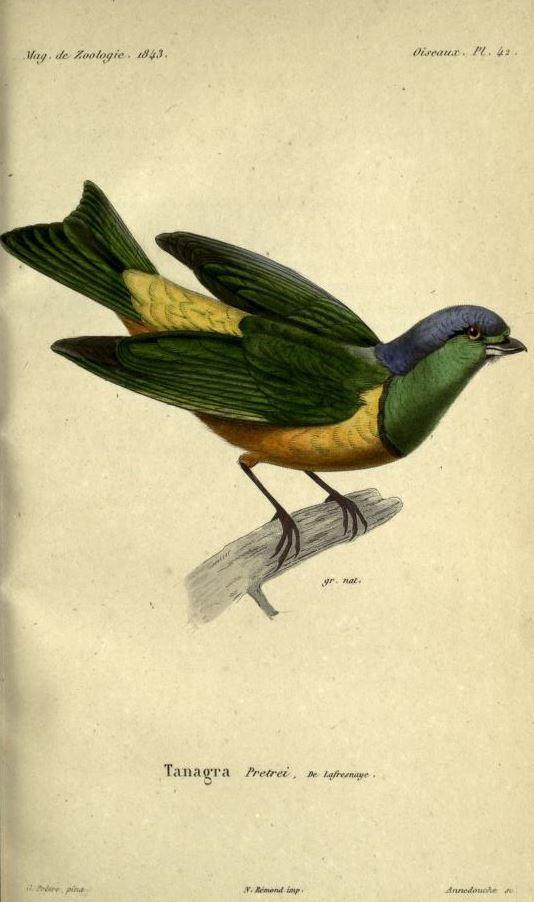
Tanagra Pretrei Lafresnaye, ein Synonym für den Schwarzbrauenorganist (Chlorophonia pyrrhophrys (Sclater, PL, 1851))

Im Jahr 1830 beschrieb Temminck  zum ersten Mal die Prachtamazone (Amazona pretrei), der er den französischen Trivialnamen Perroquet Prêtre (Psittacus pretei) gab. Die Tafel zur Beschreibung zeichnete Prêtre, dem auch das Artepitheton gewidmet war.
Im Jahr 1831 beschrieb Lesson eine Unterart der Kuba-Streifenkopftangare (Spindalis zena pretrei), die er Le Tangara de Prêtre (Tanagra pretrei) nannte. Die Zeichnung zum Text stammte ebenfalls von Prêtre. Im Jahr 1843 beschrieb Frédéric de Lafresnaye Tanagra (Euphonia) Pretrei, ein Name der heute ein Synonym für den Schwarzbrauenorganist (Chlorophonia pyrrhophrys (Sclater, PL, 1851)) ist. Da  Lesson für seine Kuba-Streifenkopftangare ebenfalls den Namen pretrei verwendete, hatte dieser nach den Internationalen Regeln für die Zoologische Nomenklatur Vorrang. Noch im gleichen Jahr lieferte Prêtre eine Tafel zu Lafresnayes Beschreibung.
Auch der wissenschaftliche Name des Zimtrot-Schattenkolibris (Phaethornis pretrei), den Adolphe Delattre (1805–1854) und René Primevère Lesson (1794–1849) im Jahr 1839 erstmals beschrieben, beinhaltet eine Ehrerbietung an den Künstler.
André Marie Constant Duméril (1774–1860) und Gabriel Bibron (1805–1848) beschrieben 1839 ihm zu Ehren eine zur Familie der Eigentlichen Doppelschleichen gehörende Art unter dem Namen L’Amphisbene de Prêtre (Amphisbaena pretrei).

## Werke
- in Louis Pierre Vieillot: Histoire naturelle des oiseaux de l’Amérique septentrionale: contenant un grand nombre d’espèces décrites ou figurées pour la première fois. Band 1. Desray, Paris 1807 (e-rara.ch [abgerufen am 21. Juli 2013]).
- in Louis Pierre Vieillot: Histoire naturelle des oiseaux de l’Amérique septentrionale: contenant un grand nombre d’espèces décrites ou figurées pour la première fois. Band 2. Desray, Paris 1807 (e-rara.ch [abgerufen am 21. Juli 2013]).
- in Louis Pierre Vieillot: Histoire naturelle des plus beaux oiseaux chanteurs de la zone torride, avec la manière de les élever dans tous les climats de l’Europe, et d’obtenir la propagation de ces jolies familles. Atlas (72 Tafeln, Buntkupferdruck). Crapelet pour J. E. Gabriel Dufour, Paris 1809, OCLC 613466432 (ausgegeben in 12 Teilen ab 1805).
- in Marie Jules César le Lorgne de Savigny: Description de l’Égypte ou recueil des observations et des recherches qui on été faites en l’Égypte pendant l’expedition de l’armée francaise (= Histoire Naturelle: Planches, 62 Tafeln, Säugetiere (Jacques Barraband, Jean-Baptiste Marie Huet, Nicolas Maréchal, Léon de Wailly, Huet & Prêtre), Vögel (Jacques Barraband, Barraband & Henri-Joseph Redouté, Prêtre), Reptilien (Jean-Baptiste Marie Huet, Jacques Barraband), Fische (Henri Joseph Redouté, Nicolas Maréchal nach Design von Redouté, Léon de Wailly, Jean-Baptiste Marie Huet nach Design von Redouté). Band 1). Imprimerie Royal, Paris 1809 (gallica.bnf.fr [abgerufen am 21. Juli 2013]).
- in Félix de Azara, Charles Athanase Walckenaer, Georges Cuvier, Charles Nicolas Sigisbert Sonnini de Manoncourt: Voyages dans l’Amérique Méridionale, par Don Félix de Azara. Depuis 1781 jusqu’en 1801; contenant la description géographique, politique et civile du Paraguay et de la rivière de la Plata; l’histoire de la découverte et de la conquête de ces contrées; des détails nombreux sur leur histoire naturelle, et sur les peuples sauvages qui les habitent. Publiés d’après les manuscrits de l’auteur, avec une notice sur sa vie et ses écrits par C.A. Walckenaer; enrichis de notes par G. Cuvier. Suivis de L’histoire naturelle des oiseaux du Paraguay et de la Plata, par le même auteur, traduite d’après l’original espagnol, et augmentée d’un grand nombre de notes par M. Sonnini; accompagnés d’un atlas de vingt-cinq planches (= Atlas: Planches, 25 Tafeln. Band 2). Dentu, Paris 1809.
- in André Marie Constant Duméril, Anselme Gaëtan Desmarest: Dictionnaire des sciences naturelles, dans lequel on traite méthodiquement des différens êtres de la nature, considérés soit en eux-mêmes, d’après l’état actuel de nos connoissances, soit relativement à l’utilité qu’en peuvent retirer la médecine, l’agriculture, le commerce et les artes. Suivi d’une biographie des plus célèbres naturalistes (= Planches (58 Tafeln von Prêtre unter der Anleitung von Pierre Jean François Turpin). Planches Zoologie Insectes Crustacés). F.G. Levrault, Paris 1830 (biodiversitylibrary.org [abgerufen am 21. Juli 2013]).
- in Henri Marie Ducrotay de Blainville: Dictionnaire des sciences naturelles, dans lequel on traite méthodiquement des différens êtres de la nature, considérés soit en eux-mêmes, d’après l’état actuel de nos connoissances, soit relativement à l’utilité qu’en peuvent retirer la médecine, l’agriculture, le commerce et les artes. Suivi d’une biographie des plus célèbres naturalistes. Planches Zoologie Conchyliogie et Malacologie (119 Tafeln von Prêtre unter der Anleitung von Pierre Jean François Turpin). F.G. Levrault, Paris 1830 (biodiversitylibrary.org [abgerufen am 21. Juli 2013]).
- in Henri Marie Ducrotay de Blainville: Dictionnaire des sciences naturelles, dans lequel on traite méthodiquement des différens êtres de la nature, considérés soit en eux-mêmes, d’après l’état actuel de nos connoissances, soit relativement à l’utilité qu’en peuvent retirer la médecine, l’agriculture, le commerce et les artes. Suivi d’une biographie des plus célèbres naturalistes. Planches Zoologie Vers et Zoophytes (68 Tafeln von Prêtre unter der Anleitung von Pierre Jean François Turpin). F.G. Levrault, Paris 1830 (biodiversitylibrary.org [abgerufen am 21. Juli 2013]).
- in André Jean François Marie Brochant de Villers, Alexandre Brongniart: Dictionnaire des sciences naturelles, dans lequel on traite méthodiquement des différens êtres de la nature, considérés soit en eux-mêmes, d’après l’état actuel de nos connoissances, soit relativement à l’utilité qu’en peuvent retirer la médecine, l’agriculture, le commerce et les artes. Suivi d’une biographie des plus célèbres naturalistes. Planches Cristallographie et Minéralogie (7 Tafeln von Prêtre unter der Anleitung von Pierre Jean François Turpin). F.G. Levrault, Paris 1830 (biodiversitylibrary.org [abgerufen am 21. Juli 2013]).
- in Charles Dumont de Sainte Croix: Dictionnaire des sciences naturelles, dans lequel on traite méthodiquement des différens êtres de la nature, considérés soit en eux-mêmes, d’après l’état actuel de nos connoissances, soit relativement à l’utilité qu’en peuvent retirer la médecine, l’agriculture, le commerce et les artes. Suivi d’une biographie des plus célèbres naturalistes. Planches Zoologie Ornithologie (119 Tafeln von Prêtre unter der Anleitung von Pierre Jean François Turpin). F.G. Levrault, Paris 1830 (biodiversitylibrary.org [abgerufen am 21. Juli 2013]).
- in Frédéric Cuvier: Dictionnaire des sciences naturelles, dans lequel on traite méthodiquement des différens êtres de la nature, considérés soit en eux-mêmes, d’après l’état actuel de nos connoissances, soit relativement à l’utilité qu’en peuvent retirer la médecine, l’agriculture, le commerce et les artes. Suivi d’une biographie des plus célèbres naturalistes. Planches Zoologie Mammifères (100 Tafeln von Prêtre unter der Anleitung von Pierre Jean François Turpin). F.G. Levrault, Paris 1830 (biodiversitylibrary.org [abgerufen am 21. Juli 2013]).
- in Hippolyte Cloquet: Dictionnaire des sciences naturelles, dans lequel on traite méthodiquement des différens êtres de la nature, considérés soit en eux-mêmes, d’après l’état actuel de nos connoissances, soit relativement à l’utilité qu’en peuvent retirer la médecine, l’agriculture, le commerce et les artes. Suivi d’une biographie des plus célèbres naturalistes. Planches Zoologie Poissons et Reptiles (125 Tafeln von Prêtre unter der Anleitung von Pierre Jean François Turpin). F.G. Levrault, Paris 1830 (biodiversitylibrary.org [abgerufen am 21. Juli 2013]).
- in Marie Jules César le Lorgne de Savigny: Description de l’Égypte ou recueil des observations et des recherches qui on été faites en l’Égypte pendant l‘expedition de l’armée francaise (= Histoire Naturelle: Planches, 95 Tafeln Kopffüßer (Christian-Didrick Forsell), Schnecken (Pierre Jean François Turpin, Prêtre und Turpin), Muscheln (Turpin, Jean-Baptiste Marie Huet, Huet & Turpin, Prêtre & Turpin, Prêtre, Turpin nach Pancrace Bessa), Ringelwürmer (Prêtre), Krebstiere (Huet, Prêtre), Spinnentiere (Jean-Baptiste Meunier, Meunier & Prêtre), Tausendfüßer (Prêtre), Heuschrecken (Prêtre, Meunier, Prêtre & Meunier), Netzflügler (Prêtre), Hautflügler (Meunier, Prêtre, Huet & Meunier, Huet, Prêtre & Huet, Prêtre & Meunier), Stachelhäuter (Huet, Turpin), Zoophyten (Prêtre), Seescheiden (Prêtre & Turpin), Polyp (Nesseltiere) (Prêtre, Turpin, Turpin nach Bessa, Prêtre & Turpin), Algen (Prêtre, Turpin). Band 2). Imprimerie Royal, Paris 1817 (gallica.bnf.fr [abgerufen am 21. Juli 2013]).
- in Bernard Germain Étienne Médard de La Ville-sur-Illon, comte de La Cépède: Oeuvres complètes de Buffon, Mises en ordre, précédées d’une Notice sur la vie de l’auteur, et suivies d’un Discours intitulè: Vue générale des progrès de plusieurs branches des sciences naturelles depuis la Milieu du dernier siècle (= Nouvelle èdition (Les Animaux Domestiques). Band 6). Rapet et Cie, Paris 1818 (babel.hathitrust.org [abgerufen am 21. Juli 2013]).
- in Bernard Germain Étienne Médard de La Ville-sur-Illon, comte de La Cépède: Oeuvres complètes de Buffon, Mises en ordre, précédées d’une Notice sur la vie de l’auteur, et suivies d’un Discours intitulè: Vue générale des progrès de plusieurs branches des sciences naturelles depuis la Milieu du dernier siècle (= Nouvelle èdition (Mammifères). Band 7). Rapet et Cie, Paris 1818 ([babel.hathitrust.org/cgi/pt?id=pst.000059687245;view=1up;seq=9] [abgerufen am 21. Juli 2013]).
- in Bernard Germain Étienne Médard de La Ville-sur-Illon, comte de La Cépède: Oeuvres complètes de Buffon, Mises en ordre, précédées d’une Notice sur la vie de l’auteur, et suivies d’un Discours intitulè: Vue générale des progrès de plusieurs branches des sciences naturelles depuis la Milieu du dernier siècle (= Nouvelle èdition (Mammifères). Band 8). Rapet et Cie, Paris 1818 (babel.hathitrust.org [abgerufen am 21. Juli 2013]).
- in Bernard Germain Étienne Médard de La Ville-sur-Illon, comte de La Cépède: Oeuvres complètes de Buffon, Mises en ordre, précédées d’une Notice sur la vie de l’auteur, et suivies d’un Discours intitulè: Vue générale des progrès de plusieurs branches des sciences naturelles depuis la Milieu du dernier siècle (= Nouvelle èdition (Oiseaux). Band 9). Rapet et Cie, Paris 1818 (babel.hathitrust.org [abgerufen am 21. Juli 2013]).
- in Bernard Germain Étienne Médard de La Ville-sur-Illon, comte de La Cépède: Oeuvres complètes de Buffon, Mises en ordre, précédées d’une Notice sur la vie de l’auteur, et suivies d’un Discours intitulè: Vue générale des progrès de plusieurs branches des sciences naturelles depuis la Milieu du dernier siècle (= Nouvelle èdition (Oiseaux). Band 10). Rapet et Cie, Paris 1818 (babel.hathitrust.org [abgerufen am 21. Juli 2013]).
- in Bernard Germain Étienne Médard de La Ville-sur-Illon, comte de La Cépède: Oeuvres complètes de Buffon, Mises en ordre, précédées d’une Notice sur la vie de l’auteur, et suivies d’un Discours intitulè: Vue générale des progrès de plusieurs branches des sciences naturelles depuis la Milieu du dernier siècle (= Nouvelle èdition (Oiseaux). Band 11). Rapet et Cie, Paris 1818 (babel.hathitrust.org [abgerufen am 21. Juli 2013]).
- in Bernard Germain Étienne Médard de La Ville-sur-Illon, comte de La Cépède: Oeuvres complètes de Buffon, Mises en ordre, précédées d’une Notice sur la vie de l’auteur, et suivies d’un Discours intitulè: Vue générale des progrès de plusieurs branches des sciences naturelles depuis la Milieu du dernier siècle (= Nouvelle èdition (Oiseaux). Band 12). Rapet et Cie, Paris 1818 (babel.hathitrust.org [abgerufen am 21. Juli 2013]).
- in Bernard Germain Étienne Médard de La Ville-sur-Illon, comte de La Cépède: Histoire naturelle des quadrupèdes-ovipares, par M. Le Compte de Lacépède suit et complément des Oeuvres de Buffon (avec vingt-deux nouvelle Planches en Taille-Douce). Band 1. Rapet, Paris 1819 (biodiversitylibrary.org [abgerufen am 21. Juli 2013]).
- in Bernard Germain Étienne Médard de La Ville-sur-Illon, comte de La Cépède: Histoire naturelle des poissons, par M. Le Compte de Lacépède suit et complément des Oeuvres de Buffon (avec vingt-quatre nouvelle Planches en Taille-Douce). Band 2. Rapet, Paris 1819 (biodiversitylibrary.org [abgerufen am 21. Juli 2013]).
- in Bernard Germain Étienne Médard de La Ville-sur-Illon, comte de La Cépède: Histoire naturelle des poissons, par M. Le Compte de Lacépède suit et complément des Oeuvres de Buffon (avec vingt-quatre nouvelle Planches en Taille-Douce). Band 3. Rapet, Paris 1819 (biodiversitylibrary.org [abgerufen am 21. Juli 2013]).
- in Bernard Germain Étienne Médard de La Ville-sur-Illon, comte de La Cépède: Histoire naturelle des poissons, par M. Le Compte de Lacépède suit et complément des Oeuvres de Buffon (avec vingt-deux nouvelle Planches en Taille-Douce). Band 4. Rapet, Paris 1819 (biodiversitylibrary.org [abgerufen am 21. Juli 2013]).
- in Bernard Germain Étienne Médard de La Ville-sur-Illon, comte de La Cépède: Histoire naturelle des poissons, par M. Le Compte de Lacépède suit et complément des Oeuvres de Buffon (avec vingt-trois nouvelle Planches en Taille-Douce). Band 5. Rapet, Paris 1819 (biodiversitylibrary.org [abgerufen am 21. Juli 2013]).
- in Louis Pierre Vieillot, Anselme Gaëtan Desmarest, Henri Marie Ducrotay de Blainville, Jean-Guillaume Audinet-Serville, Amédée Louis Michel Le Peletier de Saint-Fargeau, Charles Athanase Walckenaer: Faune française, ou Histoire naturelle, générale et particulière des animaux qui se trouvent en France, constamment ou passagèrement, à la surface du sol, dans les eaux qui le baignent, et dans le lit (= Planches (Jean Gabriel Prêtre, Jean-Baptiste Meunier). Band 12). F.-G. Leverault, Straßburg 1821 (biodiversitylibrary.org [abgerufen am 21. Juli 2013]).
- in Louis Pierre Vieillot, Anselme Gaëtan Desmarest, Henri Marie Ducrotay de Blainville, Jean-Guillaume Audinet-Serville, Amédée Louis Michel Le Peletier de Saint-Fargeau, Charles Athanase Walckenaer: Faune française, ou Histoire naturelle, générale et particulière des animaux qui se trouvent en France, constamment ou passagèrement, à la surface du sol, dans les eaux qui le baignent, et dans le littoral des Mesr qui le Bornent (= Planches (Jean Gabriel Prêtre). Band 12). F.-G. Leverault, Straßburg 1829 (biodiversitylibrary.org).
- in Louis de Freycinet: Voyage autour du monde: entrepris par ordre du roi, sous le Ministère et Conformément aux Instruction de S. Exc. M. Le Vicomte du Bouchage, Secrétaire d’état au département de Marine, exécuté sur les corvettes de S. M. l’Oranie et la Physicienne, pendant les années 1817, 1818, 1819 et 1820; Publié sous les Auspices de S. E. M. Le Compte Corbière, Secrétaire d’état de l’intérieur,pour la partie Historique et la sciences naturelles, et de S. E. M. Le Marquis de Clermont-Tonnerre, Secrétaire d’état de la Marine des Colonies, pour la partie Nautique (= Histoire Naturelle: Zoologie (Planches), 96 Tafeln. Band 3). Taille-Douce de Langlois, Paris 1824 (biodiversitylibrary.org [abgerufen am 21. Juli 2013]).
- in François Fulgis Chevallier: Histoire des graphidées, accompagnée d’un tableau analytique des genres. Par F.-F. Chevallier, docteur en médecine de la faculté de Paris, membre de plusieurs sociétés savantes. Ouvrage renfermant des observations anatomiques et physiologiques sur ces végétaux; avec des figures dessinées et coloriées d’après nature, par MM. Prêtre et P. Duménil, peintres d’histoire naturelle (Paul Chrétien Romain Constant Duménil). Firmin Didot Père et fils, Paris 1824 (books.google.de).
- in Georg Friedrich Wilhelm Meyer: Die Entwickelung: Metamorphose und Fortpflanzung der Flechten in Anwendung auf ihre systematische Anordnung und zur Nachweisung des allgemeinen Ganges der Formbildung in den untern Ordnungen cryptogamischer Gewächse. Mit einer doppelten illuminierten Kupfertafel und einer Vignette. Vandenhoeck und Ruprecht, Göttingen 1825 (books.google.ie).
- in Joseph Antoine Risso: Histoire naturelle des principales productions de l’Europe méridionale et particulièrement de celles des environs de Nice et des Alpes-Maritimes (= Suite de l’aperçu du règne végétal, 8 Tafeln (Prêtre, Pierre Jean François Turpin). Band 2). F.G. Levrault, Paris 1826 (biodiversitylibrary.org [abgerufen am 21. Juli 2013]).
- in Joseph Antoine Risso: Histoire naturelle des principales productions de l’Europe méridionale et particulièrement de celles des environs de Nice et des Alpes-Maritimes (= Mammifères. Oiseaux. Poissons, 16 Tafeln  (Prêtre). Band 3). F.G. Levrault, Paris 1826 (biodiversitylibrary.org [abgerufen am 21. Juli 2013]).
- in Joseph Antoine Risso: Histoire naturelle des principales productions de l’Europe méridionale et particulièrement de celles des environs de Nice et des Alpes-Maritimes (= Mollusques. Annélides, 12 Tafeln (Prêtre). Band 4). F.G. Levrault, Paris 1826 (biodiversitylibrary.org [abgerufen am 21. Juli 2013]).
- in Joseph Antoine Risso: Histoire naturelle des principales productions de l’Europe méridionale et particulièrement de celles des environs de Nice et des Alpes-Maritimes (= Crustacés. Myriapodes, scorpionides, arachnides et acarides. Insectes. Vers intestinaux. Radiaires. Zoophytes. Band 5). F.G. Levrault, Paris 1826 (biodiversitylibrary.org [abgerufen am 21. Juli 2013]).
- in Louis Isadore Duperrey: Voyage autour du monde: exécuté par ordre du roi, sur la corvette de Sa Majesté, la Coquille, pendant les années 1822, 1823, 1824, et 1825: sous le Ministère et conformément aux instructions de S.E.M. le Marquis de Clermont (= Atlas (Zoologie) Reptilien (Antoine Germain Bevalet) Fische (Marie Clémence Lesson et Antoine Germain Bevalet, Jean Gabriel Prêtre d’après Lesson, Bevalet d’après Lesson, Marie Clémence Lesson), Weichtiere (Lucien Alphonse Prévost et Marie Clémence Lesson, Prévost, Mme Lesson, Antoine Germain Bevalet, Jean Gabriel Prêtre, Prêtre d’après Lesson). Band 5, Nr. 1). Arthus-Bertrand, Paris 1826 (biodiversitylibrary.org [abgerufen am 21. Juli 2013]).
- in Louis Isadore Duperrey: Voyage autour du monde: exécuté par ordre du roi, sur la corvette de Sa Majesté, la Coquille, pendant les années 1822, 1823, 1824, et 1825: sous le Ministère et conformément aux instructions de S.E.M. le Marquis de Clermont (= Atlas (Zoologie) Säugetiere (Lucien Alphonse Prévost, Jean Baptiste Meunier, Jean Gabriel Prêtre, Marie Clémence Lesson et Antoine Germain Bevalet), Vögel (Jean Gabriel Prêtre, Prêtre d’après Prosper Garnot, ALucien lphonse Prévost, Antoine Germain Bevalet). Band 5, Nr. 2). Arthus-Bertrand, Paris 1826 (biodiversitylibrary.org [abgerufen am 21. Juli 2013]).
- in Louis Isadore Duperrey: Voyage autour du monde: exécuté par ordre du roi, sur la corvette de Sa Majesté, la Coquille, pendant les années 1822, 1823, 1824, et 1825: sous le Ministère et conformément aux instructions de S.E.M. le Marquis de Clermont (= Atlas (Zoologie) Krebstiere (Félix Édouard Guérin-Méneville), Insekten (Félix Édouard Guérin-Méneville, Antoine Charles Vauthier), Zoophyt (Marie Clémence Lesson et Jean Gabriel Prêtre, Marie Clémence Lesson et Pancrace Bessa, Prêtre d’après Lesson, Antoine Germain Bevalet d’après Lesson, Lucien Alphonse Prévost d’après Lesson ). Band 5, Nr. 3). Arthus-Bertrand, Paris 1826 (biodiversitylibrary.org [abgerufen am 21. Juli 2013]).
- in Henri Marie Ducrotay de Blainville: Manuel de malacologie et de conchyliologie (= Planches (109 Tafeln von Prêtre unter der Anleitung von Pierre Jean François Turpin)). F. G. Levrault, Paris 1827 (biodiversitylibrary.org [abgerufen am 21. Juli 2013]).
- in René Primevère Lesson: Atlas d’ornithologie, composé de 129 planches représentant les Oiseaux décrit dans l’ouvrage Manuel d’ornithologie, ou Description des genres et des principales espèces d’orseaux (= Planches (Jean Gabriel Prêtre, Antoine-Germain Bevalet). Atlas). Roret, Paris 1828.
- in Bernard Germain Étienne Médard de La Ville-sur-Illon, comte de La Cépède: Oeuvres complètes de Buffon avec le suites, par M. de Lacépède; précédées d’une Notice sur la vie et la ouvrages de Buffon, Par M. le Baron Cuvier (= Nouvelle èdition, ornée de figures gravées d’apès les dessins de Prêtre). Lecointe, Paris (1829–1834).
- in René Primevère Lesson: Centurie zoologique, ou, Choix d’animaux rares, nouveaux ou imparfaitement connus: enrichi de planches inédites, dessinées d’après nature par M. Prêtre, gravées et coloriées avec le plus grand soin (80 Tafeln Prêtre, Prêtre René Primevère Lesson, Prêtre nach Lesson). F.G. Levrault, Paris 1830 (biodiversitylibrary.org [abgerufen am 21. Juli 2013]).
- in René Primevère Lesson: Traité d’ornithologie, ou, Tableau méthodique des ordres, sous-ordres, familles, tribus, genres, sous-genres et races d’oiseaux: ouvrage entièrement neuf, formant le catalogue le plus complet des espèces réunies dans les collections publiques de la France. Planches (119 Tafeln). F.G. Levrault, Paris 1831 (gallica.bnf.fr [abgerufen am 21. Juli 2013]).
- in Louis Jean Baptiste Bory de Saint-Vincent, Pierre Peytier, Émile Puillon Boblaye, Aristide Camille Servier, Gaspard Auguste Brullé, Pierre Théodore Virlet d'Aoust, Étienne Geoffroy Saint-Hilaire, Isidore Geoffroy Saint-Hilaire, Adolphe Brongniart, Gabriel Bibron, Gérard Paul Deshayes, Félix Édouard Guérin-Méneville, Louis Anastase Chaubard, Jean Baptiste Fauché: Expédition scientifique de Morée. Section des sciences physiques, Ouvrage dédié au Roi. Publié sous les auspices de M. Guizot, Mininstre de l'instruction publiques. Atlas. chez F.G. Levrault, Paris, Straßburg 1835 (bnf.fr – 1831–1835).
- in Amédée Louis Michel Le Peletier de Saint-Fargeau: Histoire naturelle des insectes. Hyménoptère. (= Atlas Renfermant 48 planches gravées acier (Jean Gabriel Prêtre, John Baptist Meunier)). Librairie encyclopédique de Roret, Paris (biodiversitylibrary.org [abgerufen am 21. Juli 2013] 1836–1846).
- in Achille Richard: Oeuvres complètes de Buffon, suivies de la classification comparée de Cuvier, Lesson etc (= Nouvelle èdition (Mammifères illustré d’une planche hors-texte en noir et de 70 planches hors-texte en couleur). Band 3). Pourrat frères, Paris 1837.
- in Achille Richard: Oeuvres complètes de Buffon, suivies de la classification comparée de Cuvier, Lesson etc (= Nouvelle èdition (Oiseaux illustrés de 85 planches hors-texte en couleur). Band 4). Pourrat frères, Paris 1837.
- in Achille Richard: Oeuvres complètes de Buffon, suivies de la classification comparée de Cuvier, Lesson etc (= Nouvelle èdition (Oiseaux illustrés de 59 planches hors-texte en couleur). Band 5). Pourrat frères, Paris 1837.
- in Charles Athanase Walckenaer, François-Louis-Paul Gervais: Histoire naturelle des insectes. Aptères. (= Atlas Renfermant 52 planches gravées acier (Jean Gabriel Prêtre, Félix Édouard Guérin-Méneville, Charles Delahaye, Denis-Henry Borromée, Antoine-Jean-Baptiste Vaillant)). Librairie encyclopédique de Roret, Paris 1837 (biodiversitylibrary.org [abgerufen am 21. Juli 2013]).
- in René Primevère Lesson: Histoire naturelle des oiseaux-mouches, ouvrage orné de planches desinées et gravée par les meilleurs artistes et dédié A S. A. R. Mademoiselle 81 Tafeln (Prêtre, Antoine Germain Bevalet, Marie Clémence Lesson nach Louis Pierre Vieillot, Antoine Charles Vauthier nach William Swainson, Pancrace Bessa, Elisa Zoé Dumont de Sainte Croix). Arthus-Bertrand, Paris 1829 (gdz.sub.uni-goettingen.de [abgerufen am 21. Juli 2013]).
- in René Primevère Lesson: Histoire naturelle des colibris: suivie d’un supplément à l’Histoire naturelle des oiseaux-mouches: ouvrage orné de planches dessinées et gravées par les meilleurs artistes: et dédié A.M. le Baron Cuvier 66 Tafeln (Prêtre, Antoine Germain Bevalet). Arthus-Bertrand, Paris (biodiversitylibrary.org [abgerufen am 21. Juli 2013] 1830–1832).
- in René Primevère Lesson: Les Trochilidées ou les Colibris et Les Oiseaux-Mouches Suivis d’un index général dans lequel sont décrites et classées méthodiquement toutes les races et espèces du genere Trochilus. Ouvrage orné de planches dessinées et gravées par les meilleurs artistes 66 Tafeln (Prêtre, Antoine Germain Bevalet). Arthus-Bertrand, Paris (gdz.sub.uni-goettingen.de [abgerufen am 21. Juli 2013] 1834–1835).
- in René Primevère Lesson: Histoire naturelle des oiseaux de paradis et des épimaques; Ouvrage orné de planches, dessinées par les meilleurs artistes 40 Tafeln (Prêtre, Paul Louis Oudart). Arthus-Bertrand, Paris (books.google.de – 1834–1835).
- in René Primevère Lesson, Charles Bélanger: Voyage aux Indes orientales et à la Chine: fait par ordre du Roi, depuis 1774 jusqu’en 1781: dans lequel on traite des moeurs, de la religion, des sciences & des arts des Indiens, des Chinois, des Pégouins & des Madégasses, suivi d’observations sur le Cap de Bonne-Espérance, les isles de France & de Bourbon, les Maldives, Ceylan, Malacca, les Philippines & les Moluques & de recherches sur l’histoire naturelle de ces pays (= Zoologie, Zoophytes). Arthus-Bertrand, Paris 1834 (biodiversitylibrary.org [abgerufen am 21. Juli 2013]).
- in René Primevère Lesson: Illustrations de zoologie, ou Recueil de figures d’animaux peintes d’après nature. Arthus-Bertrand, Paris (biodiversitylibrary.org [abgerufen am 21. Juli 2013] 1832–1835).
- in Pierre-Louis Duclos: Histoire naturelle générale et particulière de tous les genres de coquilles univalves marines: à l’état vivant et fossile, publiée par monographies, ou, description et classification méthodique de toutes les espèces connues jusqu’à ce jour, représentées en couleur avec la figure et l’anatomie d’un assez grand nombre de mollusques nouvellement découverts. Typographie de Firmin Didot frères, Paris 1835.
- Henri Marie Ducrotay de Blainville: Description de quelques espèces de reptiles de la Californie, précédée de l’analyse d’un système général d’Erpétologie et d’Amphibiologie. In: Nouvelles annales du Muséum d’histoire naturelle. Band 4, 1835, S. 233–296 (biodiversitylibrary.org [abgerufen am 21. Juli 2013]).
- in Coenraad Jacob Temminck, Guillaume Michel Jérôme Meiffren de Laugier, Baron von Chartrouse: Nouveau recueil de planches coloriées d’oiseaux: pour servir de suite et de complément aux planches enluminées de Buffon (d’après les dessins de MM. Huet et Prêtre, Peintre attachés au Muséum d’histoire naturelle). Band 1. F.G. Levrault, Paris 1838 (biodiversitylibrary.org [abgerufen am 21. Juli 2013]).
- in Coenraad Jacob Temminck, Guillaume Michel Jérôme Meiffren de Laugier, Baron von Chartrouse: Nouveau recueil de planches coloriées d’oiseaux: pour servir de suite et de complément aux planches enluminées de Buffon (d’après les dessins de MM. Huet et Prêtre, Peintre attachés au Muséum d’histoire naturelle). Band 2. F.G. Levrault, Paris 1838 (biodiversitylibrary.org [abgerufen am 21. Juli 2013]).
- in Coenraad Jacob Temminck, Guillaume Michel Jérôme Meiffren de Laugier, Baron von Chartrouse: Nouveau recueil de planches coloriées d’oiseaux: pour servir de suite et de complément aux planches enluminées de Buffon (d’après les dessins de MM. Huet et Prêtre, Peintre attachés au Muséum d’histoire naturelle). Band 3. F.G. Levrault, Paris 1838 (biodiversitylibrary.org [abgerufen am 21. Juli 2013]).
- in Coenraad Jacob Temminck, Guillaume Michel Jérôme Meiffren de Laugier, Baron von Chartrouse: Nouveau recueil de planches coloriées d’oiseaux: pour servir de suite et de complément aux planches enluminées de Buffon (d’après les dessins de MM. Huet et Prêtre, Peintre attachés au Muséum d’histoire naturelle). Band 4. F.G. Levrault, Paris 1838 (biodiversitylibrary.org [abgerufen am 21. Juli 2013]).
- in Coenraad Jacob Temminck, Guillaume Michel Jérôme Meiffren de Laugier, Baron von Chartrouse: Nouveau recueil de planches coloriées d’oiseaux: pour servir de suite et de complément aux planches enluminées de Buffon (d’après les dessins de MM. Huet et Prêtre, Peintre attachés au Muséum d’histoire naturelle). Band 5. F.G. Levrault, Paris 1838 (biodiversitylibrary.org [abgerufen am 21. Juli 2013]).
- in Ramón de la Sagra, Alcide Dessalines Orbigny: Histoire physique, politique et naturelle de l’ile de Cuba. Atlas: Mammifères (Denis-Henry Borromée) et Oiseaux (Jean Gabriel Prêtre, Edouard Traviés, Charlotte Hublier). Bertrand, Paris (1839–1856).
- in Ramón de la Sagra, Jean Theodore Cocteau, Georges Bibron: Histoire physique, politique et naturelle de l’ile de Cuba. Atlas: Reptiles (alle Prêtre). Bertrand, Paris (1839–1856).
- in Alcide Dessalines d ’Orbigny: Histoire physique, politique et naturelle de l’ile de Cuba. Atlas: Mollusques(Prêtre, Prêtre d’après d ’Orbigny, Sebastien Delarue). Bertrand, Paris (gdz.sub.uni-goettingen.de [abgerufen am 21. Juli 2013] 1839–1856).
- in Jules Bourcier: Description d’une espèce nouvelle d’oiseaux-mouches (Tafel Calothorax lucifer Syn: Le Labrador (Ornismya labrador)). In: Annales des sciences physiques et naturelles, d’agriculture et d’industrie. Band 2, 1840, S. 389–392 (biodiversitylibrary.org [abgerufen am 13. März 2012]).
- in Jules Bourcier: Description et figures des trois espèces nouvelles d’oiseaux-mouches (Tafel: Calypte costae Syn: Le de Costa (Ornismya labrador), Metallura tyrianthina Syn: Le D’Allard (Ornismya allardi), Chaetocercus jourdanii Syn: Le Jourdan (Ornismya jordani)). In: Annales des sciences physiques et naturelles, d’agriculture et d’industrie. Band 3, 1840, S. 225–228 (biodiversitylibrary.org [abgerufen am 13. März 2012]).
- in Jules Paul Benjamin Delessert, übersetzt von Jean Charles Chenu: Recueil de Coquilles décrites par Lamarck dans son histoire naturelle des animaux sans vertèbres et non encore figurées. Fortin, Masson et Cie, Paris 1841.
- in Isidore Geoffroy Saint-Hilaire: Essais de zoologie générale ou Mémoires et notices sur la zoologie générale, l’anthropologie, et l’histoire de la science. Atlas. A la Librairie encyclopédique de Roret (1 Tafel Jacques-Christophe Werner, 7 Tafeln Pêtre), Paris 1841 (biodiversitylibrary.org).
- in Jean Charles Chenu: Illustrations conchyliologiques ou description et figures de toutes les coquilles connues vivantes et fossiles, classées suivant le système de Lamarck modifié d’après les progrès de la science et comprenant les genres nouveaux et les espèces rècemment découvertes. Band 1. A. Franck, Paris 1841 (biolib.de [PDF; abgerufen am 21. Juli 2013]).
- in Georg Friedrich Wilhelm Meyer: Flora des Königreichs Hannover – Beschreibender Theil enthaltend die in Kupfer gestochenen Abbildungen zu den vollständigen Naturbeschreibungen der im Königreiche wildwachsenden und im freien Felde angebauten Gewächse. Gedruckt von Prêtre in Berlin. Prêtre, Göttingen/Berlin 1842 (digitale-sammlungen.gwlb.de [abgerufen am 21. Juli 2013]).
- in Jules Bourcier: Description et figures des nouvelles espèces nouvelled d’oiseaux-mouches (Tafel: Coeligena bonapartei Syn: Le Bonaparte (Ornismya Bonapartei), Chaetocercus heliodor Syn: L’Héliodore  (Ornismya Heliodori)). In: Annales des sciences physiques et naturelles, d’agriculture et d’industrie. Band 5, 1842, S. 307–309 (books.google.de).
- in Jules Bourcier: Description du nid de L’Oiseaux-Mouche Audebert (Tafel: Nest von Chlorestes notata Syn: Nid de L’Audebert (Ornismya audeberti)). In: Annales des sciences physiques et naturelles, d’agriculture et d’industrie. Band 5, 1842, S. 310 (books.google.de).
- in Jean Charles Chenu: Illustrations conchyliologiques ou description et figures de toutes les coquilles connues vivantes et fossiles, classées suivant le système de Lamarck modifié d’après les progrès de la science et comprenant les genres nouveaux et les espèces rècemment découvertes. Band 2. A. Franck, Paris 1842 (biolib.de [PDF; abgerufen am 21. Juli 2013]).
- Jules Bourcier, Étienne Mulsant: Description et figures de plusieurs espèces nouvelles d’oiseaux-mouches (Tafel: Thalurania colombica Syn: Le Colomb (Ornismya colombica)). In: Annales des sciences physiques et naturelles, d’agriculture et d’industrie. Band 6, 1843, S. 36–49 (gallica.bnf.fr [abgerufen am 13. März 2012]).
- in René Primevère Lesson: Histoire naturelle des zoophytes. Acalèphes (12 Tafeln Prêtre, Prêtre nach Denis-Henry Borromée, Thomas Marie Joseph Gousset). Librairie encyclopédique de Roret, Paris 1843 (biodiversitylibrary.org [abgerufen am 21. Juli 2013]).
- in Jean Charles Chenu: Leçons élémentaires sur l’histoire naturelle des animaux : précédées d’un aperçu général sur la zoologie (= Conchyliologie). J. J. Dubochet, Le Chevalier et Ce, Paris 1847 (biodiversitylibrary.org [abgerufen am 21. Juli 2013]).